# さいたま市立桜山中学校
さいたま市立桜山中学校（さいたましりつ さくらやまちゅうがっこう）は、埼玉県さいたま市岩槻区にある公立中学校。

## 沿革
- 1980年（昭和55年）4月1日 - 岩槻市立慈恩寺中学校から分離して、岩槻市立桜山中学校として開校。
- 1981年（昭和56年）3月5日 - 屋内運動場竣工
- 2005年（平成17年）4月1日 - さいたま市へ編入に伴い、校名をさいたま市立桜山中学校に改称。
- 2019年（平成31年）4月1日 - セジニョサッカースクール岩槻校として開校。

## 部活動

### 運動部
- 野球部
- サッカー部
- 陸上部
- ソフトテニス部
- バレーボール部
- 卓球部
- 剣道部
- バスケットボール部

### 文化部
- 吹奏楽部
- 生活部

## 交通アクセス
- 東武野田線東岩槻駅から徒歩15分。

## 卒業生
- 斉藤誠司 プロサッカー選手(世界10ヵ国プロサッカーリーグに在籍。さいたま市からスポーツ栄光賞を受賞) 2019年に母校の桜山中学校にてサッカースクールを開校、TV番組でも紹介された。